# Tango-Études

Les Tango-Études (également connues sous le nom de Études tanguistiques) sont une série de six études pour flûte solo composées par Astor Piazzolla en 1987. Ce sont des œuvres au format studio et au rythme du tango. C'est la seule composition de Piazzolla où il utilise la flûte comme instrument seul, et aussi le seul d'un instrument solo qui soit monophonique. Il s'agit d'une commande du Conservatoire royal de Liège en Belgique. L’œuvre a également été transcripte en 1988 par le compositeur dans une version pour saxophone alto solo en collaboration avec Claude Delangle. La publication de la version harmonisée pour saxophone et piano a été retardée de plusieurs années à cause de l'état du manuscrit puis de la dégradation de santé du compositeur décédé en 1992; elle a été révisée par Yann Ollivo et publiée en 2003. L'œuvre est également souvent jouée avec un violon solo, et fait désormais partie du répertoire standard des flûtistes, des saxophonistes, des violonistes et des musiciens jouant des bois en général.

## Contexte historique
Piazzolla avait déjà composé des œuvres pour instrument solo, comme Cuatro piezas breves (1944) pour piano solo, ainsi que deux pièces pour bandonéon solo en 1981, Mi loco bandoneón et Pedro y Pedro (dédiée à Pedro Láurenz et Pedro Maffia). Cependant, ces dernières ont été conçues pour des instruments à texture polyphonique, tandis que les "Tango-Études" sont composées pour un instrument purement mélodique (monodique).
Piazzolla a composé les six "Tango-Études" en 1987, à un moment où son œuvre s'internationalisait et où sa musique suscitait un énorme intérêt dans le monde entier. À cette époque, Piazzolla composait de manière savante Cette année-là, Astor écrit : « Je viens de terminer plusieurs études de tango pour flûte, et j'espère que l'œuvre circulera dans les conservatoires de musique du monde entier. »
En février 1989, le compositeur  écrivait au sujet de la remise de la version harmonisée à son éditeur à Paris depuis Punta del Este (Uruguay) avant de retourner à Buenos Aires :
« Dear friend, finished the piano part of the Études tanguistiques for saxo alto and piano... Good luck to Mr Delangle and please tell him to forgive my music handwriting. I was in a hurry and could not do it better... Please let me know if you received the music. »
— les Éditions Henri Lemoine

« Cher ami, j'ai terminé la partie piano des Études tanguistiques pour saxo alto et piano... Bonne chance à M. Delangle et dites-lui d'excuser mon écriture musicale. J'étais pressé et je ne pouvais pas faire mieux... Veuillez me faire savoir si vous avez reçu la musique. »

## Instrumentation
La pièce est à l'origine écrite pour flûte seule, mais en raison de sa tessiture, elle peut également être jouée pour violon seul.
L'œuvre a été transcrite pour de multiples instruments, dont le saxophone, le hautbois, la clarinette et même le piano solo. Les Éditions Henry Lemoine ont publié l'œuvre avec de multiples arrangements,, dont une version pour deux flûtes arrangée par Exequiel Mantega. On notera les versions suivantes :
- Saxophone alto en mi b (par Claude Delangle et Astor Piazzolla - 1989)
- Saxophone alto en mi b et piano (Astor Piazzolla - révisé par Yann Ollivo - 2003)
- Flûte et piano (Yann Ollivo - 2006)
- Piano (transcript par Kyoko Yamamoto - 2006)
- Basson et piano (transcript par Jean-Marie Lamothe - 2008)
- Guitare (transcript par Manuel Barrueco - 2011)
- Duo de flûtes (transcript par Exequiel Mantega - 2014)

## Structure
L'œuvre est une série d'études, avec les indications suivantes :
1. Décidé
2. Anxieux et rubato
3. Molto marcato e energico
4. Lento meditativo
5. Sans indication
6. Avec anxiété

## Analyse
L'œuvre est écrite pour être une étude pour flûte seule, elle présente donc de multiples défis techniques pour cet instrument. Sur l'interprétation, Piazzolla lui-même a laissé un témoignage notant : « Ces études de tango dépendent de la grâce du soliste, notamment en exagérant les accents et les respirations qui doivent ressembler à la façon dont les tangos sont joués au bandonéon, »
Le flûtiste Arturo Schneider, qui était membre de l'Octeto Electrónico, a décrit ces études comme suit :
« Les études, j'y pense plus pour le bandonéon que pour la flûte. Ils exploitent les sonorités de la flûte mais sonnent vraiment comme du bandonéon, c'est un exercice "bandonéoniste". [Piazzolla] jouait comme ça, avec ces modulations constantes et très difficiles. »
Clara Fabuel Fullana a étudié les caractéristiques des études et relève l'innovation permanente de Piazzolla à exploiter le registre grave de la flûte en décalage avec les usages de l'emploi de la flûte en tango :

« D'autre part, si nous la comparons avec la musique écrite par Piazzolla, nous pouvons observer que, bien qu'il ait recours à cette troisième octave à certains moments, il écrit principalement dans le registre de la basse moyenne, surtout dans les moments les plus cantabiles. C'est dans le sens d'une innovation qui ne perd pas de vue la beauté musicale que nous pouvons comparer la contribution d'Astor Piazzolla à celle de Claude Debussy dans le domaine de la musique savante avec son œuvre Prélude à l'après-midi d'un faune. Chacun à sa manière et inscrit dans la tradition à laquelle il appartient, tous deux ont réussi à faire entendre le registre grave de la flûte dans son registre inférieur. »

— Clara Fabuel Fullana

## Enseignement
Ces études sont régulièrement utilisées en enseignement supérieur de musique classique pour travailler les techniques de jeu écrites et requises par le compositeur (respiration, phrasé...) et pour contribuer à une ouverture aux musiques du monde contemporaines.
Une de ces études peut être demandée à un examen d'évaluation ou à un concours d'entrée aux classes de perfectionnement des conservatoires.

## Discographie

### Flûte
Il existe de nombreux enregistrements de ces études par des flûtistes internationaux comme Claudio Barile, Marc Grauwels, Eugenia Moliner, Patrick Gallois... dans une grande palette d'interprétation offerte par l'écriture de Piazzolla.
- Astor Piazzolla: Works for flute and guitar. Mikael Helasvuo (flûte). Ondine, 1992[10]
- Piazzolla For Two: Tangos For Flute & Guitar. Patrick Gallois (flûte). Deutsche Grammophon, 1996[11]
- Astor Piazzolla: Complete Music for Flute and Guitar. Irmgard Toepper (flûte). Naxos, 1999[12]
- Piazzolla: Histoire du Tango. Cécile Daroux. Harmonia Mundi, 1999[13]

### Violon
- Tracing Astor: Gidon Kremer Plays Astor Piazzolla. Gidon Kremer (violon). Nonesuch, 2001[14]
- Bella Unaccompanied. Bella Hristova (violon). A.W. Tonegold Records, 2012[15]
- Piazzolla: Café 1930. Music for Violin and Guitar. Piercarlo Sacco (violon). Brilliant Classics. 2014[16]

### Autres versions
- Piazzolla and Villa-Lobos: Music for clarinet and piano. Versión para clarinete y piano. Javier Vinasco (clarinete), Edith Ruiz (piano). Música de cámara latinoamericana. 2007[17]
- Solo Piazzolla. Manuel Barrueco (guitare). Tonar Music, 2007[18]
- Oboe solo. Yeon-Hee Kwak (hautbois). MDG, 2007/2012[19]
- ¡ACENTUADO! Yuri Liberzon (guitare). 2017[20]